# Scaphisoma nebulosum
Cet article concerne le taxon décrit par Matthews, 1888. Pour l'homonyme junior de Löbl, 1986, voir Scaphisoma nebulosoides.
Espèce
Scaphisoma nebulosum est une espèce de coléoptères de la famille des Staphylinidae et de la sous-famille des Scaphidiinae.

## Répartition et habitat
Cette espèce est décrite du Guatemala.